# Dobri Khristov
Dobri Khristov ou Dobri Hristov (en bulgare : Добри Христов), né le 14 décembre 1875 et mort le 23 janvier 1941, est l'un des principaux compositeurs bulgares du XXe siècle. Il est également chef d'orchestre, musicologue et professeur de musique classique.

## Biographie
Dobri Khristov naît à Varna, en Bulgarie. Il étudie la composition au Conservatoire de Prague de 1899 à 1902, sous la direction du célèbre compositeur tchèque Antonín Dvořák. Il retourne en Bulgarie et aide au développement de la culture musicale bulgare, en utilisant beaucoup d'éléments du folklore bulgare dans ses compositions. Dès 1918, il dirige l'Académie de musique de Sofia. Il écrit principalement de la musique chorale, ainsi que de la musique d'église et de la musique pour orchestre. Il est également musicologue. Il enseigne au conservatoire de sa ville natale puis en 1907, il devient professeur de musique classique au conservatoire de Sofia. 
Il est chef de l'ensemble et chœur « Les Sept Saints » dans l'église du même nom à Sofia entre 1911 et 1928.
Il meurt à Sofia en 1941 à l'âge de 65 ans.